# 根津昌綱
根津/禰津 昌綱/信光（ねづ まさつな/のぶみつ）は、戦国時代から江戸時代にかけての武将。信濃国滋野三氏の一つ・根津氏（禰津氏）の当主。叔父に根津政直（松鴎軒常安）。

## 生涯
根津昌綱（政直の甥：根津信光）は、永禄3年（1560年）に生まれたとされる。当時叔父であり、当主であった根津松鴎軒常安の嫡子根津月直が長篠の戦いにおいて討死をした為、家督を継いだ。本来家督を継ぐべきは、昌綱の父である根津志摩守信忠であった。信忠は一族の真田幸隆の娘を妻に迎えたものの、元来病弱で、妻の兄弟である真田昌幸に招かれ、岩櫃城下に根津屋敷、通称「志摩小屋」を与えられ、「潜竜斎」を名乗り出家の身となったため、息子である昌綱が家督を継ぐことになった。
一方、家督を昌綱に譲った先代当主、松鴎軒常安は、天正10年（1582年）3月の織田信長による武田征伐で、主家である武田家が滅亡すると、徳川家康に接近し、常安の隠居後に生まれた実子・信政がのちに上野豊岡藩を立藩した。
当主となった昌綱は、旧武田氏遺領（甲斐、信濃、西上野）をめぐる天正壬午の乱で徳川氏、後北条氏、上杉氏などの狭間の中で、生き残りをかけ転々と主君を替え領土拡大を図った。昌綱は、初めに北条氏直配下となり本領を安堵されるが、徳川方になっていた同族の真田昌幸に、自身の小諸出陣中の留守に、本領である根津城が二度に渡り攻撃を受けるものの、撃退した。この功績より、昌綱は北条氏政より本領安堵に加え、甲斐国手塚1000貫と清野一跡2700貫の広大な知行を与えられ、東信濃における後北条氏勢力の旗手として、更に手厚い処遇を受けることとなり、更に海野領より4000貫の知行を氏政より約束された。しかし、新知行地である甲斐手塚、清野が突然の北条・徳川同盟成立に伴い、徳川領に確定したことを受け、北条氏を離反した。それを受けて、天正11年（1583年）2月、氏直が小諸城に兵を進めて来たが、小諸から兵を退いたことを受け、同族の望月信雅を従え小諸城に入城した。その後、小諸城から上杉景勝に服属する旨を海津城に伝えたが、程なく上杉からも離反し、大須賀康高を介し徳川氏に服従し、信濃の本領および各地の知行を安堵された。
その後、真田昌幸が徳川氏傘下となると、これを嫌がり再び上杉景勝に属したが、最終的には天正13年（1585年）7月15日、景勝の説得仲裁により、同年9月5日、遂に昌幸に同心し禄高3500石で家老となり重用された。またこの同心を景勝より書状により賞されている。
昌綱の子息（長右衛門信秀？）は真田家次席家老小山田茂誠の娘を娶り家督を継いだ。子孫は松代藩の家老や目付となった。松代藩史では「家中で腕にもっとも覚えあり」と記載されている。また、支藩の沼田藩でも1500石の家老を務めた。

## 逸話
上田合戦において、徳川勢にいままさに攻められつつある上田城にて、昌幸と囲碁をしていたと言われている。別の話では昌幸と碁を打っていたのは長岡寺の坊主であり、悠長に構える昌幸に業を煮やした昌綱が碁盤をひっくり返したため、昌幸はようやく鎧を着始めたとされる。